# The Belle Stars
Le The Belle Stars sono state un gruppo musicale britannico, formatosi nel 1980 e composto da Jennie Matthias, Sarah-Jane Owen, Stella Barker, Lesley Shone, Judy Parsons, Miranda Joyce, Penny Leyton e Clare Hirst.

## Storia
Fondato da ex membri dei The Bodysnatchers, le The Belle Stars hanno pubblicato il loro singolo di debutto Hiawatha nel 1982 e nel maggio dello stesso anno hanno aperto concerti per i Clash. Negli anni 80 hanno avuto canzoni di successo in Europa come The Clapping Song e Sign of the Times; quest'ultimo in particolare ha raggiunto la top ten in Irlanda, Norvegia e nel Regno Unito. A gennaio 1983 è uscito il disco di debutto eponimo, entrato in numerose classifiche mondiali e alla 15ª posizione della Official Albums Chart. Nel 1989 Iko Iko, dopo essere stato inserito nella colonna sonora di Rain Man - L'uomo della pioggia, si è rivelato il loro più grande successo in territorio statunitense, arrivando alla numero 14 della Billboard Hot 100.

## Discografia

### Album in studio
- 1983 – The Belle Stars

### Raccolte
- 1994 – The Very Best
- 2004 – Belle-Issima! Sweet Memories...
- 2010 – 80's Romance: The Complete Belle Stars

### EP
- 1981 – Another Latin Love Song

### Singoli
- 1981 – Hiawatha
- 1981 – Slick Trick
- 1982 – Iko Iko
- 1982 – The Clapping Song
- 1982 – Mockingbird
- 1982 – Sign of the Times
- 1983 – Sweet Memory
- 1983 – Indian Summer
- 1983 – The Entertainer
- 1984 – 80's Romance
- 1986 – World Domination